# Dødens gab
Dødens gab (originaltitel: Jaws) er en amerikansk film fra 1975 instrueret af Steven Spielberg. Filmen er baseret på en roman af Peter Benchley. 
Filmens handling er placeret i en lille fiktiv by ved den amerikanske kyst, hvor en stor hvid haj rapporteres at have angrebet turister og beboere. Den lokale politichef, spillet af Roy Scheider, forsøger at gøre offentligheden opmærksom på faren, men de lokale myndigheder stritter imod for ikke at skabe panik og for ikke at miste indtægter fra turisterne. Efter en række angreb fra hajen får politichefen hjælp fra en marine biolog, spillet af Richard Dreyfuss og af en "haj-jæger", spillet af Robert Shaw. 
Filmen er optaget på øen Martha's Vineyard, der ligger ud for Massachusetts' kyst syd for Cape Cod.

## Modtagelse
Jaws anses som en central film i filmhistorien, da den var den første "blockbuster"-film udgivet i den indtil da kommercielt  set uinteressante sommerperiode. Filmen var endvidere den første, der blev distribueret efter en plan om "bred release", og havde således samtidig premiere i et stort antal biografer samtidig. Filmen blev en betydelig kommerciel succes, og blev den første film, der indspillede mere end 100 millioner dollars. Globalt har filmen indspillet 470 millioner dollars, og er i omsætning kun overgået af Star Wars Episode IV: Et nyt håb. 
Filmen blev fulgt op af tre efterfølgere, Jaws 2, Jaw 3-D og Jaws: The revenge. Jaws 2 opnåede en vis kommerciel succes, men de øvrige opfølgere havde vanskeligt ved at leve op til den første film. 
Dødens gab vandt i alt 3 Oscars (bedste klipning, bedste musik og bedste lyd) og var endvidere nomineret til en Oscar for bedste film. Oscar for bedste film gik dog til Gøgereden.